# Seznam cerkva v Sloveniji (G)
|  | Seznam cerkva: A B C Č D E F G H I J K L M N O P R S Š T U V W Z Ž |

- Za Gertrudo oziroma Gendrco glej Jedrt Nivelska
- Za Glej človek glej Jezus Kristus
- Za Gonzago glej Alojzij Gonzaga
- Za Gospodov vnebohod glej Jezus Kristus
- Za Guzmána glej Dominik Guzmán

## Gabrijel
| Slika                     | Cerkev   | Naselje | Župnija    | Škofija |
| ------------------------- | -------- | ------- | ---------- | ------- |
| Klikni za spremembo slike | Gabrijel | Planica | Stara Loka | LJ      |
| Klikni za spremembo slike | Gabrijel | Zapotok | Kanal      | KP      |

## Gervazij in Protazij
| Slika                     | Cerkev               | Naselje         | Župnija          | Škofija |
| ------------------------- | -------------------- | --------------- | ---------------- | ------- |
| Klikni za spremembo slike | Gervazij in Protazij | Rovt pod Menino | Šmartno ob Dreti | CE      |

## Gotard iz Hildesheima
| Slika                     | Cerkev | Naselje    | Župnija    | Škofija |
| ------------------------- | ------ | ---------- | ---------- | ------- |
| Klikni za spremembo slike | Gotard | Šentgotard | Šentgotard | LJ      |

## Gregor I.
| Slika                     | Cerkev | Naselje      | Župnija    | Škofija |
| ------------------------- | ------ | ------------ | ---------- | ------- |
| Klikni za spremembo slike | Gregor | Dobravica    | Ig         | LJ      |
| Klikni za spremembo slike | Gregor | Kobdilj      | Štanjel    | KP      |
| Klikni za spremembo slike | Gregor | Sveti Gregor | Sv. Gregor | LJ      |
| Klikni za spremembo slike | Gregor | Žvarulje     | Kolovrat   | LJ      |